# Robert Studer (Handballspieler)
Robert Studer (* 17. Februar 1912; † unbekannt) war ein Schweizer Handballspieler.

## Leben
Studer gehörte zum Aufgebot der Schweizer Handballnationalmannschaft bei den Olympischen Spielen 1936 in Berlin. Er gewann mit der Mannschaft die Bronzemedaille und absolvierte dabei vier der fünf Spiele.